# Белоногая сумчатая мышь
Белоногая сумчатая мышь (лат. Sminthopsis leucopus) — это сумчатое животное, обитающее на Тасмании и в Австралии. Встречается вдоль побережья, а также в Гипсленде  и в горных районах около города Нарбсонг, Виктория , на высоте до 400 метров. Длина от кончика морды до конца хвоста — 140—200 мм, при этом хвост — 70-90 мм. Весит от 19 до 27 граммов. В списках МСОП проходит как уязвимый вид.

## Среда обитания
Живёт в лесах. В местах её обитания уровень осадков – от 600 до 100 мм в год. В отличие от жирнохвостой узколапой сумчатой мыши , предпочитает густые леса с подлеском из вереска. Также обитает и на лугах, влажных вересковых пустошах. Может жить и в зарослях осоки. Размер охотничьего участка не зависит от пола животного и составляет около 120 квадратных метров, но некоторые самцы могут захватывать и защищать владения до 1200 квадратных метров. Охотничьи участки самцов обычно перекрываются с участками самок.

## Размножение
Брачный период летом. Самка рожает в сентябре или октябре, в помёте может быть до 10 детёнышей. Самки часто погибают вскоре после родов. Восьминедельные детёныши покидают сумку, но мать заботится о них ещё около месяца. После этого детёныши покидают мать и начинают жить самостоятельно.

## Питание
Как и другие хищные сумчатые, белоногая сумчатая мышь ест всё, что может поймать. Обычно питается беспозвоночными и рептилиями длиной до 18 миллиметров.